# Цю Цзинь
Цю Цзинь (кит. упр. 秋瑾, пиньинь Qiū Jǐn, 8 ноября 1875 — 15 июля 1907) — китайская феминистка, революционерка, поэтесса, журналистка времен империи Цин.

## Биография
Родилась 8 ноября 1875 года в Сямэне (провинция Фуцзянь). Отец Цю Синьхоу, местный судья, приобщал девушку к обучению, в частности в области изучения классической китайской литературы. Одновременно знакомилась с западной культурой. Рано начала ходить в «мужской» одежде. При этом овладела боевыми искусствами. В 1886 году семья перебирается в Тайбэй (Тайвань). В 1896 году выходит замуж, перебирается вместе с мужем в Сянтань (провинция Хунань). В 1902 году переезжает в Пекин, где получила государственную должность. В 1904 году отправляется на учёбу в Японию. Здесь сближается с ревоюционными группами из числа студентов-китайцев. Кроме того, устанавливает товарищеские отношения с Сунь Ятсеном. Цю Цзинь решает включиться в борьбу по свержению правящей в империи Цин маньчжурской династии.
По возвращении в Китай в 1905 году Цю Цзинь поселяется в Шанхае. Здесь основывает школу для девушек Датун. В то же время проводит антиманьчжурскую пропаганду. В 1906 году начинает издавать первый в Китае журнал для женщин «Китайские женщины» («Чжунго нюйбао»), в котором призывает женщин обрести финансовую независимость с помощью образования и обучения различным профессиям. Она призвала женщин сопротивляться угнетению со стороны семьи и правительства, в частности выступала против традиции бинтования ног. Вместе с двоюродным братом Сюй Силином начинает сплачивать тайные общества в Шанхае для начала восстания. По плану восстание должно было начаться в Аньцине (провинция Аньхой). Однако 6 июля 1907 года Сюй Силин был схвачен, под пыткой признал своё участие в заговоре и был казнён, а 12 июля была арестована Цю Цзинь. Её также пытали, но не смогли добиться признания. Цю Цзинь казнили 15 июля в уезде Шаньинь (провинция Чжэцзян), где она выросла.

## Творчество
Была мастером стихосложения и составления эссе. Самыми любимыми были жанры ши и ци. В стихах компилировала китайскую мифологию с революционными идеями. Примером являются стихи: «Спасибо за воспоминания», «Смысл». Также выпущен сборник стихов Цю Цзинь.
Многочисленные эссе относительно текущих событий вошли в сборники, изданные уже после гибели Цю Цзинь. При жизни был известен её роман «Камень Цзиньвей», основой которого была китайская легенда о Нюйву, дочери императора Янь-ди.